# Gurkovo (ort)
Gurkovo (bulgariska: Гурково) är en ort i Bulgarien.   Den ligger i regionen Stara Zagora, i den centrala delen av landet, 200 km öster om huvudstaden Sofia. Gurkovo ligger 375 meter över havet och antalet invånare är 2 889.
Terrängen runt Gurkovo är kuperad åt nordväst, men åt sydost är den platt. Närmaste större samhälle är Tvărditsa, 9,0 km öster om Gurkovo.
Trakten runt Gurkovo består till största delen av jordbruksmark. Runt Gurkovo är det ganska glesbefolkat, med 22 invånare per kvadratkilometer.